# (100484) 1996 UL4
(100484) 1996 UL4 es un asteroide perteneciente al cinturón de asteroides, descubierto el 29 de octubre de 1996 por el equipo del Beijing Schmidt CCD Asteroid Program desde la Estación Xinglong, Hebei, China.

## Designación y nombre
Designado provisionalmente como 1996 UL4.

## Características orbitales
1996 UL4 está situado a una distancia media del Sol de 3,068 ua, pudiendo alejarse hasta 3,487 ua y acercarse hasta 2,648 ua. Su excentricidad es 0,136 y la inclinación orbital 11,93 grados. Emplea 1962 días en completar una órbita alrededor del Sol.

## Características físicas
La magnitud absoluta de 1996 UL4 es 14,5. Tiene 4,719 km de diámetro y su albedo se estima en 0,151.